# Джордж Б. Селдън
Джордж Болдуин Селдън (на английски: George Baldwin Selden, 14 септември 1846 г. – 17 януари 1922 г.) е патентен адвокат и изобретател, който получава щатски патент за автомобил през 1895 г.

## Ранен живот и кариера
През 1859 г. баща му, съдия Хенри Р. Селдън, виден републикански адвокат, най-известен със защитата на Сюзан Б. Антъни, се премества в Рочестър, Ню Йорк, където Джордж за кратко посещава университета в Рочестър, преди да прекъсне и да се запише в 6-и кавалерийски полк на Армията на съюза. Това не се харесва на баща му, който, след използване на връзките си и няколко откровени разговори със сина си, успява да го уволни от служба и да го запише да следва право в Йейл. Джордж не се справя добре в Йейл в правото, предпочитайки техническите науки, предлагани от Шефилдското научно училище, но завършва и е приет в нюйоркската адвокатска колегия през 1871 г., като постъпва в практиката на баща си.
Малко след това се жени за Клара Дрейк Уудръф, с която имат 4 деца. Продължава хобито си на изобретател в работилница в мазето на баща си, изобретявайки пишеща машина и машина за изработване на обръчи.
За известно време Селдън е адвокат по патентните въпроси на пионера на фотографията Джордж Истман.

## Патентът на Селдън
Вдъхновен от огромния двигател с вътрешно горене, изобретен от Джордж Брейтън и показан на Стогодишната изложба (Centennial Exposition) във Филаделфия през 1876 г., Селдън започва да работи върху по-малка, по-лека версия. През 1878 г., около осем години преди публичното представяне на Benz Patent Motorwagen в Европа, успява да произведе едноцилиндрова, 400-фунтова версия, която включва затворен колянов вал, с помощта на машиниста от Рочестър Франк Х. Клемент и неговия асистент Уилям Гом. Той подава заявка за патент на 8 май 1879 г. (свидетелят, който Селдън избира, е местният банков касиер Джордж Истман, който по-късно става известен с камерата „Кодак“). Неговото изобретение включва не само двигателя, но и използването му в 4-колесна кола. След това той подава серия от поправки към заявлението си, които удължават правния процес, което води до забавяне от 16 години, преди издаването на 5 ноември 1895 г. на патент номер 549 160 „за подобрена пътна машина, задвижвана от двигател на базата на компресиране на въглеводородна течност“
Малко след това прохождащата автомобилна индустрия в САЩ прави първите си опити и Джордж Селдън, въпреки че никога не е влизал в производство с работещ модел на автомобил, има достоверна правна претенция, че е патентовал автомобил през 1895 г. През 1899 г. той продава патентните си права на Уилям К. Уитни, който предлага производството на таксита с електрическо задвижване като Electric Vehicle Company (EVC) срещу право на 15 щатски долара на автомобил с минимално годишно плащане от 5000 щ.д. След това Уитни и Селдън работят заедно, за да събират хонорари от други прохождащи производители на автомобили. Първоначално това носи успех, договаряйки хонорар от 0,75% за продажбата на всички автомобили, продавани от Асоциацията на лицензираните производители на автомобили. Селдън създава собствена автомобилна компания в Рочестър под името Selden Motor Vehicle Company.
Въпреки това Хенри Форд, собственик на „Форд Мотър Къмпани“, основана в Детройт, Мичиган през 1903 г., и четирима други производители на автомобили решават да оспорят иска за нарушаване на патент, заведен от Селдън и EVC. Съдебната битка продължава осем години, създавайки досие от 14 000 страници. Свидетелството на Форд включва коментара: „Напълно уверено може да се каже, че Джордж Селдън никога, нито с капка не е доразвил автомобилната индустрия... и може би щеше да допринесе повече, ако никога не се бе раждал.“
Случаят е силно разгласен във вестниците и завършва с победа за Селдън. В решението си съдията пише, че патентът обхваща всеки автомобил, задвижван от двигател, захранван от бензинови пари. Плащайки гаранция от 350 000 щатски долара, Форд обжалва и на 10 януари 1911 г. печели делото въз основа на аргумент, че двигателят, използван в автомобилите, не е базиран на двигателя на Джордж Брейтън, който Селдън е подобрил, а на двигателя на Ото.
Това зашеметяващо поражение, едва година преди изтичането на давността на патента, унищожава потока от доходи на Селдън. Той концентрира производството на своята автомобилна компания върху камиони, преименувайки компанията си на Selden Truck Sales Corporation. Фирмата оцелява в тази си форма до 1930 г., когато е закупена от Bethlehem Motor Truck Corporation. Селдън получава инсулт в края на 1921 г. и умира на 75 години на 17 януари 1922 г. Погребан е в гробището „Маунт Хоуп“ в Рочестър.